# Біла ніч (роман)
«Біла ніч» (англ. White Night) — книга Джима Бучера в жанрі наукової фантастики та фентезі, що вийшла 3 квітня 2007 року. Вона розповідає про пригоди професійного чарівника Гаррі Дрездена, єдиного професійного чарівника сучасного Чикаго. Це дев'ята книга із серії «Файли Дрездена»

## Короткий опис сюжету
Хтось націлився на міських магів, представників надприродного нижчого класу, які не володіють достатньою силою, щоб стати повноцінними чарівниками. Хтось вбиває одну за одною відьом міста — навіть найслабших і найневміліших. Чому таємничий злочинець щадить чаклунів-чоловіків, але планомірно знищує жінок, які володіють магічним даром? Можливо, тому, що чаклунський Дар передається у спадок лише по материнській лінії?
Багато хто зник. Інші, схоже, стали жертвами самогубства. Але на одному з місць злочину вбивця залишив візитну картку — повідомлення для Гаррі Дрездена, в якому згадується книга Exodus і вбивство відьом.
Гаррі вирішує знайти вбивцю, перш ніж він зможе вдарити знову, але його розслідування виявляє докази, що вказують на єдиного підозрюваного, якого він не може вважати винним: його зведеного брата Томаса. Сповнений рішучості притягнути справжнього вбивцю до відповідальності та очистити ім’я свого брата, Гаррі привертає увагу Білого Двору вампірів, втягуючись у боротьбу за владу, яка робить його чисельно переважаючим, перевершуючим і небезпечно сприйнятливим до спокус.
Гаррі знає, що якщо він зіпсує цю справу, багато людей загине, і один із них буде його братом.

## Список основних персонажів
- Гаррі Дрезден: Протагоніст; професійний чарівник, приватний детектив і поліцейський консультант; а ще він є у телефонній книзі.
- Анна Еш: голова Ордо Лебес (англ. Ordo Lebes), організації неповнолітніх жінок-практикуючих.
- Прісцилла: член Ордо Лебес і переодягнений Скавіс (Білий придворний вампір, який харчується відчаєм).
- Вітторіо Мальвора : білий придворний вампір, який працює з Мадригалом Рейтом.